# المفصل (الحديدة)

تعديل مصدري - تعديل

المفصل هي إحدى قرى مديرية بيت الفقيه، التابعة لمحافظة الحديدة اليمنية، بلغ تعداد سكانها 1825 نسمة حسب الإحصاء الذي أجري عام 2004.